# Slatina (Pljevlja)
Pour les articles homonymes, voir Slatina.
Slatina (en serbe cyrillique : Слатина) est un village du nord du Monténégro, dans la municipalité de Pljevlja.

## Démographie

### Évolution historique de la population
| 1948 | 1953 | 1961 | 1971 | 1981 | 1991 | 2003 |
| ---- | ---- | ---- | ---- | ---- | ---- | ---- |
| 305  | 390  | 426  | 377  | 325  | 223  | 164  |